# 温莎 (佛蒙特州)
温莎（Windsor）是美国佛蒙特州温莎县的一个镇。作为“佛蒙特州的发源地”，该镇是1777年通过《佛蒙特共和国宪法》的地方，因此标志着佛蒙特共和国的建立——直到1791年佛蒙特州加入美国之前，它是一个主权国家。在其大部分历史中，温莎拥有众多制造企业。在2020年人口普查中，人口为3,559。

## 历史
温莎曾是新罕布什尔州赠地的一部分，于1761年7月6日被新罕布什尔州殖民地总督本宁·温特沃斯特许为一个城镇。1764年8月，斯蒂尔·史密斯船长及其家人从康涅狄格州法明顿首次在此定居。 1777年，《佛蒙特共和国宪法》的签署人在当时的小酒馆，旧宪法议院开会，宣布脱离大英帝国而独立（但直到1791年，佛蒙特共和国才成为美利坚合众国的一个州）。 1820年，它是佛蒙特州最大的城镇，是繁荣的贸易和农业中心。1835年，修建了第一座水坝，以提供水力发电。工厂生产枪支，机械，锡器，家具和缰绳。该地以康涅狄格州温莎命名。  
1846年， 罗宾斯和劳伦斯（美国精密博物馆前身）获得了政府的枪支制造合同。 他们和他们的同事使用先进的机床生产可更换的零件，并在康涅狄格河河谷和整个新英格兰地区建立了工厂。 早已关闭的两家工厂维持了温莎的经济发展：Cone Automatic Machine Company和固特异。 
温莎村于18世纪末开始发展，并在佛蒙特州历史上作为佛蒙特州宪法框架的所在地而发挥了重要作用。 它被称为佛蒙特州的发源地，因为在此签署了州宪法，并一直充当首府，直到1805年蒙彼利埃成为正式的州首府为止。  
由于该村位于康涅狄格河两岸，商业得以繁荣发展。 19世纪中叶，温莎成为该州第一个因修建铁路而破土动工的城镇，从而改善了经济。 温莎车站将小镇连接到州外市场。 铁路开通后，该地区才兴起旅游业。 

温莎的战争纪念馆，即市中心退伍军人纪念馆，是由雕塑家劳伦斯·诺兰创建的。  

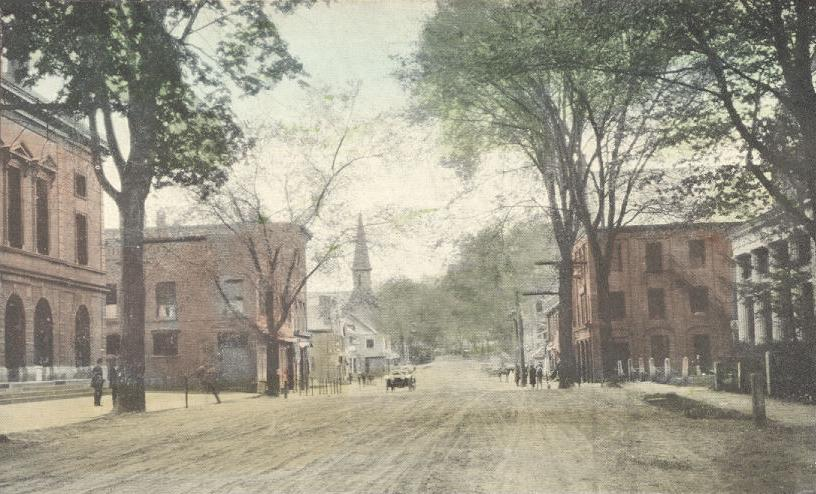
大街，约1910年
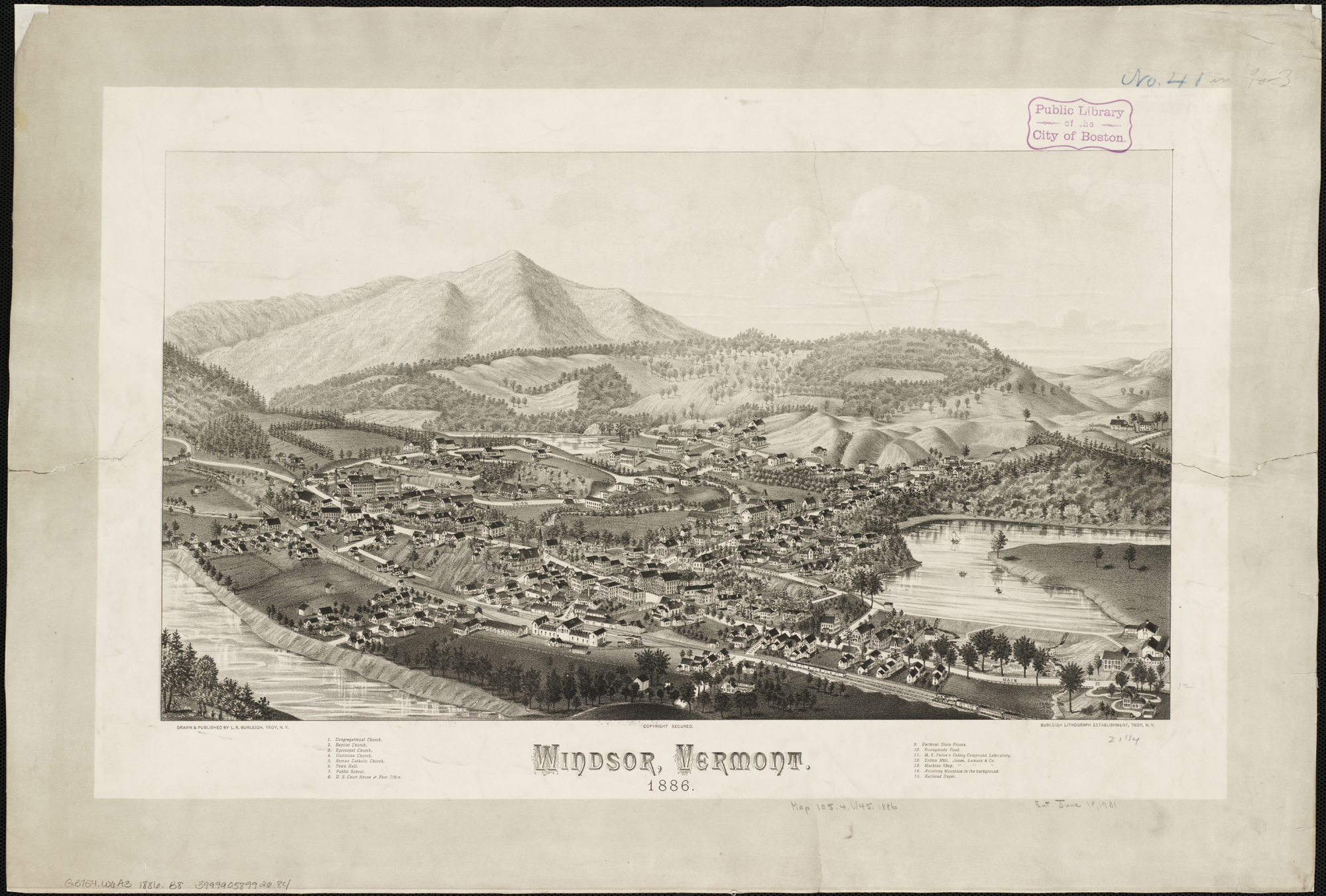
LR Burleigh于1886年创作的温莎画作，上面刻有地标
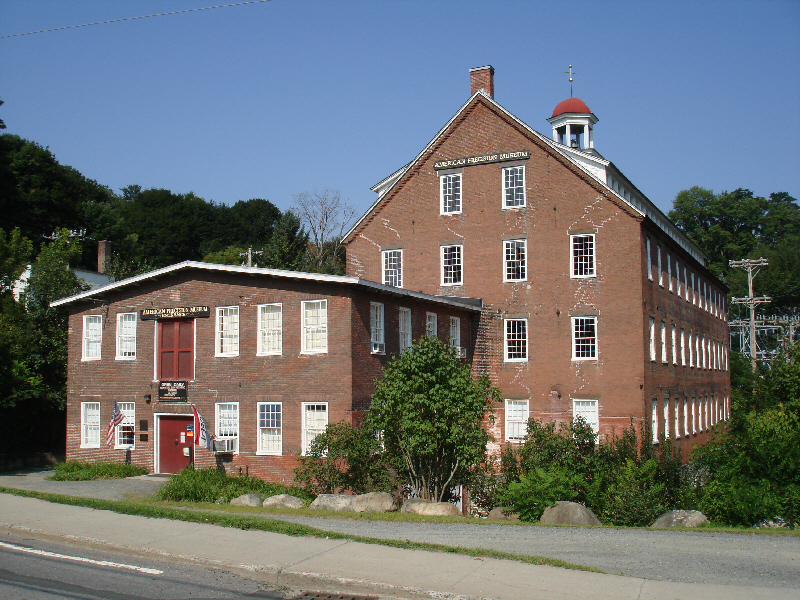
美国精密博物馆是旧的罗宾斯和劳伦斯工厂。

## 地理
根据美国人口调查局 ，镇有总面积的19.8平方英里（51.2   km 2 ），其中19.5平方英里（50.6km 2 ）是陆地且0.2平方英里（0.5km 2 ）（1.06％）是水域。 温莎是阿斯卡特尼山的一部分，位于康涅狄格河旁边。 

该镇横穿91号州际公路，美国5号公路，佛蒙特州12号公路， 佛蒙特州44号公路和佛蒙特州44A号公路。它的南部与佛蒙特州韦瑟斯菲尔德镇接壤， 向西与西温莎镇接壤，向北与哈特兰镇接壤。 东面穿过康涅狄格河，是新罕布什尔州康沃尔（Cornish），两地由康沃尔-温莎天桥 （ Cornish-Windsor Covered Bridge ）相连，这是世界上最长的廊桥之一。 

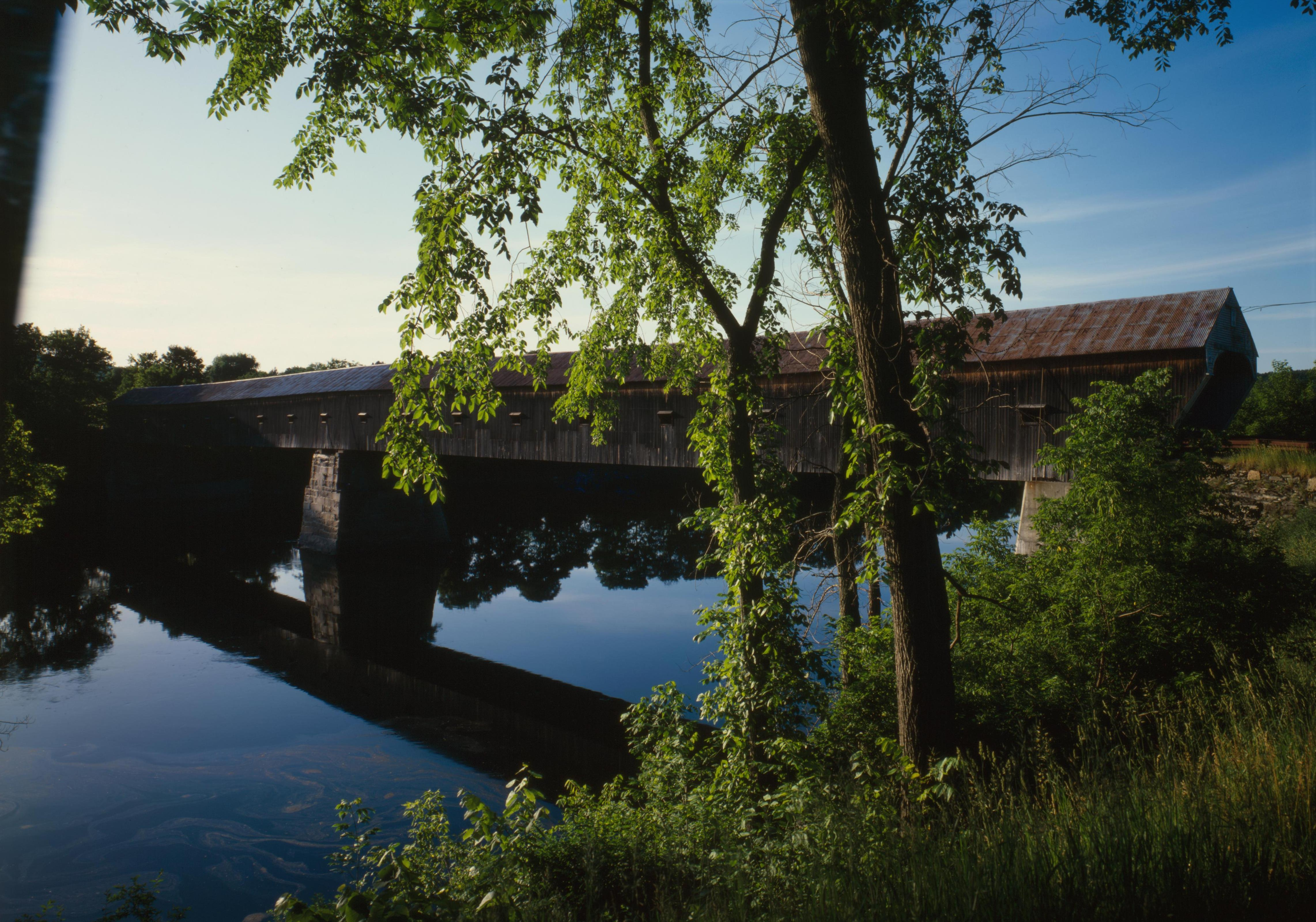
康沃尔–温莎桥 ，1866年建造，1988年重建

## 人口
| 调查年 | 人口  | 备注 | %±     |
| ------ | ----- | ---- | ------ |
| 1790   | 1,542 |      | —      |
| 1800   | 2,211 |      | 43.4%  |
| 1810   | 2,757 |      | 24.7%  |
| 1820   | 2,956 |      | 7.2%   |
| 1830   | 3,134 |      | 6.0%   |
| 1840   | 2,744 |      | −12.4% |
| 1850   | 1,928 |      | −29.7% |
| 1860   | 1,669 |      | −13.4% |
| 1870   | 1,699 |      | 1.8%   |
| 1880   | 2,175 |      | 28.0%  |
| 1890   | 1,846 |      | −15.1% |
| 1900   | 2,119 |      | 14.8%  |
| 1910   | 2,407 |      | 13.6%  |
| 1920   | 3,687 |      | 53.2%  |
| 1930   | 4,359 |      | 18.2%  |
| 1940   | 4,155 |      | −4.7%  |
| 1950   | 4,402 |      | 5.9%   |
| 1960   | 4,468 |      | 1.5%   |
| 1970   | 4,158 |      | −6.9%  |
| 1980   | 4,085 |      | −1.8%  |
| 1990   | 3,714 |      | −9.1%  |
| 2000   | 3,756 |      | 1.1%   |
| 2010   | 3,553 |      | −5.4%  |

截至2000年的人口普查  ，该镇共有3,756人，1,520户家庭和945个家庭。 人口密度是每平方英里（74.2 / km 2 ）192.1人。镇的种族构成是97.74％ 白人 ，0.24％ 的非裔美国人 ，0.40％ 美国原住民 ，0.27％ 亚裔 ，0.24％来自其他种族。 西班牙裔美国人或拉丁美洲人占人口的1.06％。     
该镇一个家庭的平均收入为$ 33,815，而一个家庭的平均收入为$ 43,551。 男性的平均收入为29,897美元，女性为23,313美元。 人均收入是$ 17,640。 约有6.4％的家庭和7.7％的人口处于贫困线以下 ，其中包括5.9％的18岁以下居民和12.3％的65岁以上的居民。 

## 教育
温莎由佛蒙特州温莎学区提供服务。该地区的两所学校是温莎州立街头学校和温莎高中 。   

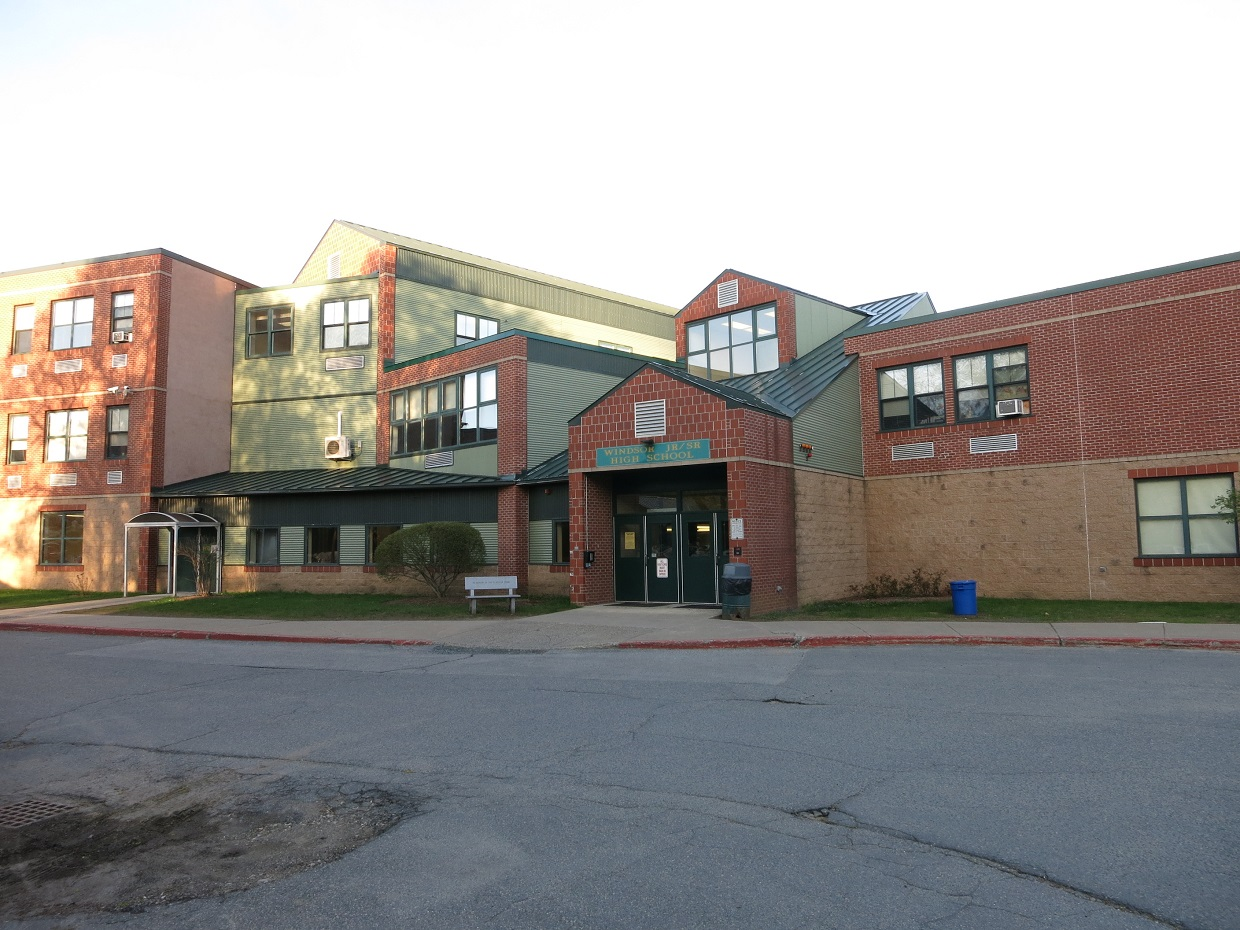
温莎小/高级中学
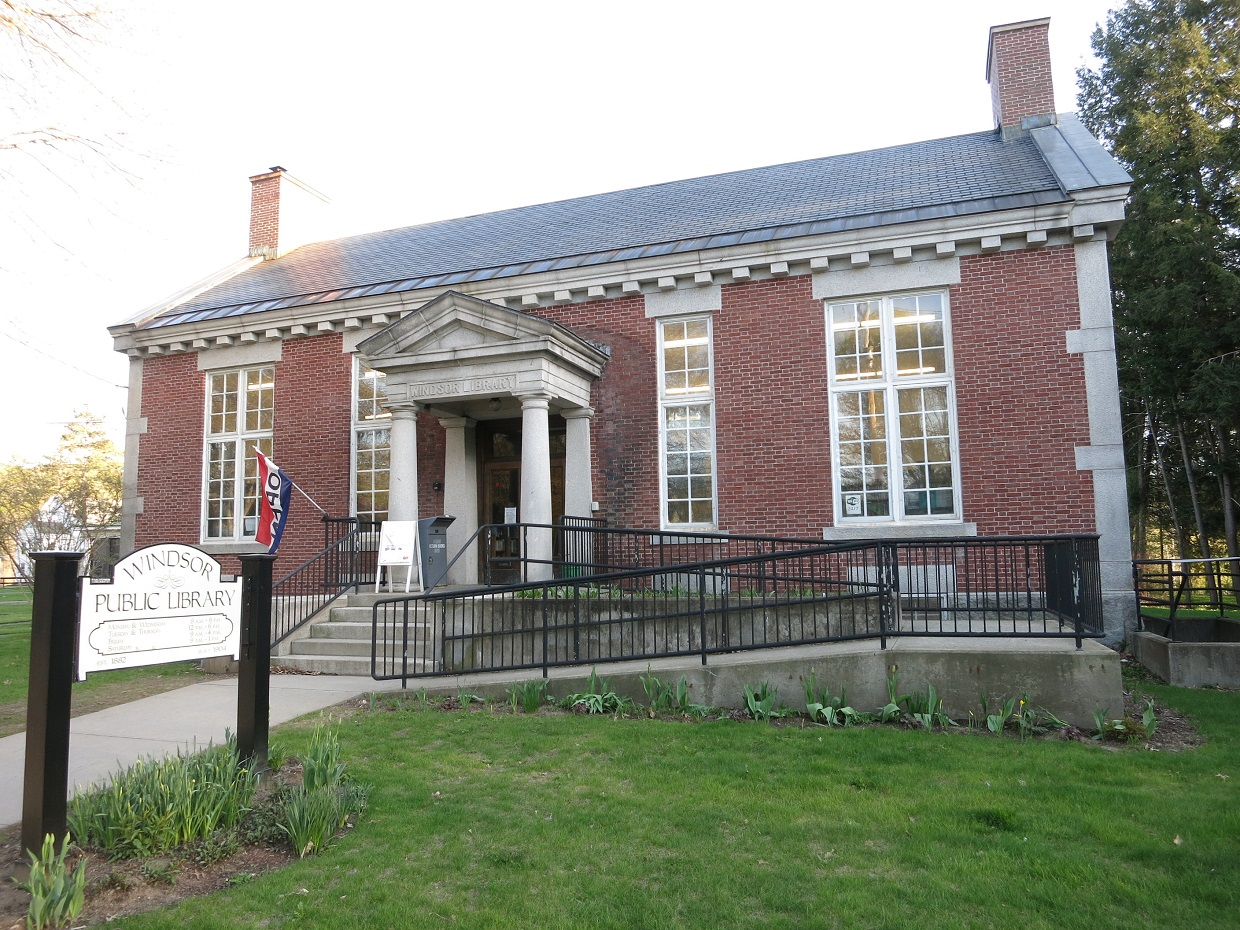
温莎州立大学温莎公共图书馆

## 基础设施

### 运输
美铁运营佛蒙特人号列车——往返于华盛顿特区和佛蒙特州圣奥尔本斯镇经过温莎提供铁路服务。 

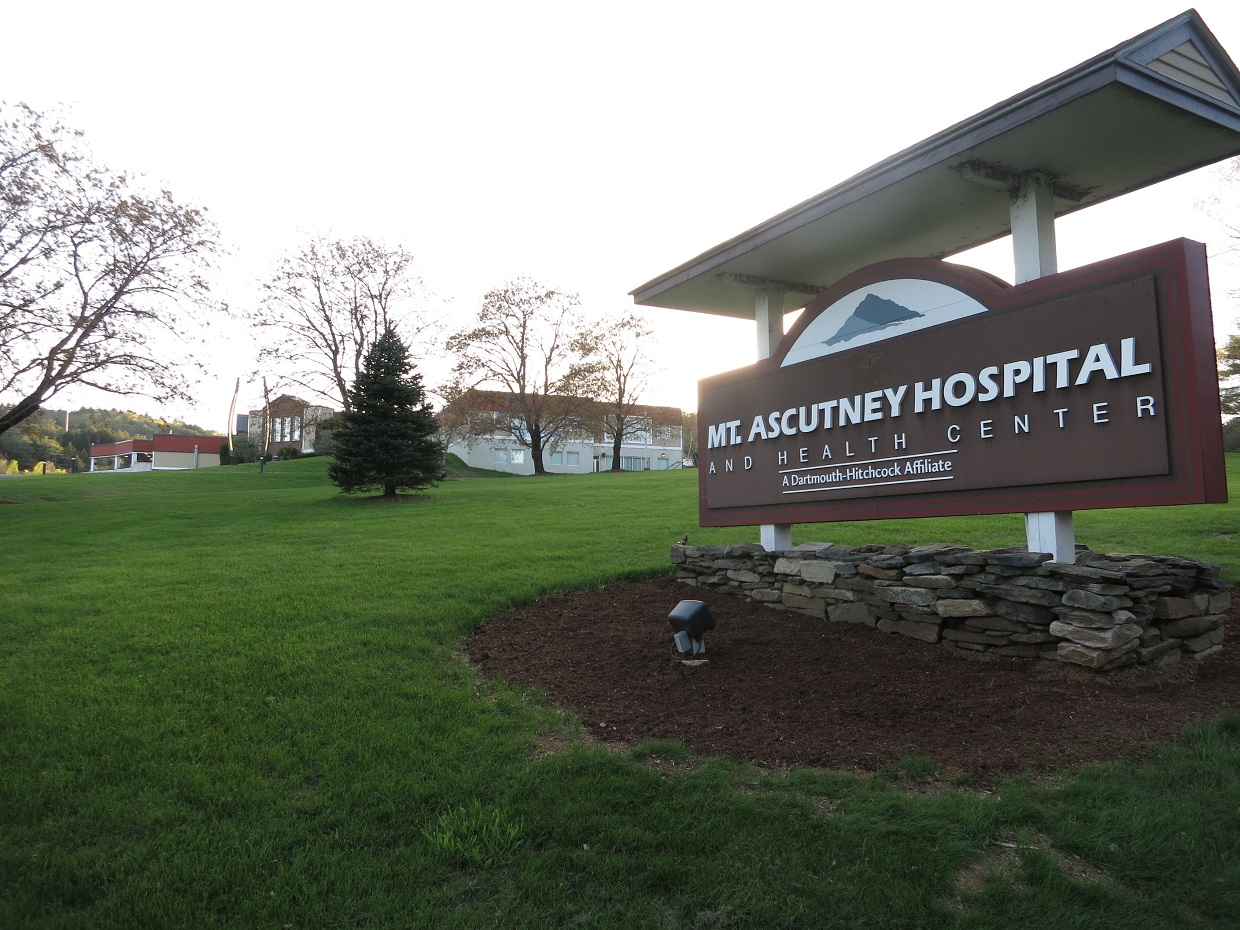
公吨。阿斯卡特尼医院
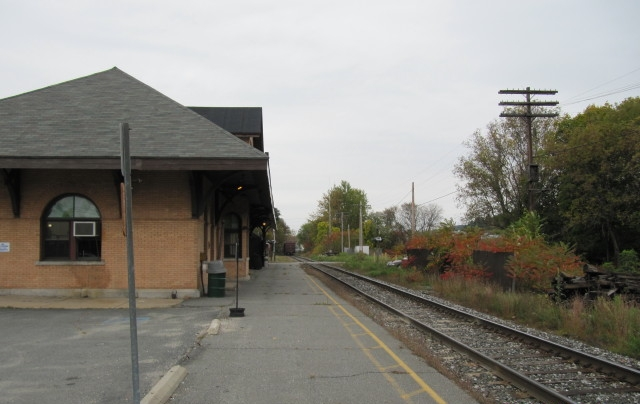
温莎美铁站
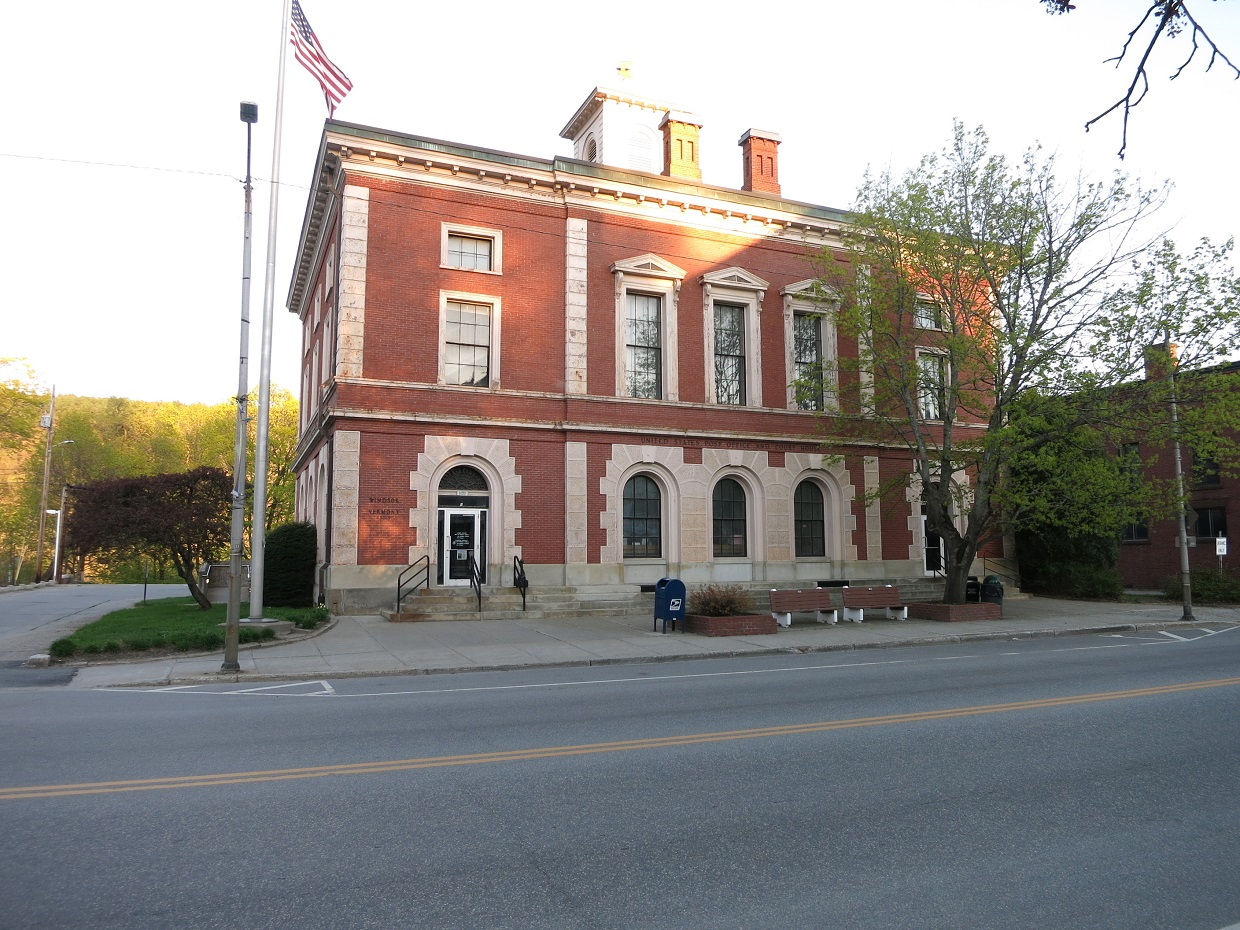
美国邮政局在美国5号线

## 文化

### 音乐
从1999年开始，温莎定期举办秋季街头音乐节Moon Dance，集合了现场乐队，魔术师和催眠师。 

### 公园
温莎镇是温莎镇森林 （ Windsor Town Forest）中天堂公园（Paradise Park）的所在地。 

## 著名人物
- 佛蒙特州最高法院大法官Asa Aikens [8]
- Rollin Amsden ，美国佛蒙特州元帅[9]
- Asher Benjamin ，建筑师，作家，教育家
- 政治家卡洛斯·柯立芝
- 政治家爱德华·柯蒂斯 （ Edward Curtis ）
- 天文学家AE道格拉斯
- 玛丽·德莱斯特 （ Marie Dressler） ，舞台和银幕女演员，喜剧演员，早期无声电影和大萧条时期的电影明星
- 佛蒙特州国务卿 Josiah Dunham [10]
- 温莎储蓄银行行长马克斯韦尔·埃瓦尔兹 （ Maxwell Evarts） ，在佛蒙特州建立了州博览会计划
- 威廉·M·埃瓦茨 ， 美国总检察长 ， 美国国务卿，纽约州参议员
- 美国国会议员Horace Everett
- 教育家兼艺术组织者William Laurel Harris
- 佛蒙特州立议员兼佛蒙特州伯灵顿市市长约瑟夫·哈奇 [11]
- 美国国会议员情人B.霍顿
- Gurdon Saltonstall Hubbard ， 芝加哥的毛皮贸易商和开发商
- 美国国会议员乔纳森·哈奇（Jonathan Hatch Hubbard）
- 美国国会议员威廉·亨特
- 佛蒙特州最高法院大法官斯蒂芬·雅各布 [12]
- 鲍勃·基山（Bob Keeshan） ，演员和电视制片人（ 袋鼠队长 ） [13]
- 佛蒙特州国务卿 Thomas Leverett [14] [15]
- 麦克斯韦·珀金斯 （ Maxwell Perkins） ，编辑
- 约翰·佩特斯 （ John Pettes） ，美国佛蒙特州元帅[16]
- 演员马特·塞林格 （ Matt Salinger ）
- 邵逸夫 （ Stephen William Shaw） ，艺术家
- 州参议员马克·谢泼德 （ Mark Shepard）
- 政治家纳撒尼尔·西蒙兹 （ Nathaniel Simonds ）
- 美国国会众议员，商人兼实业家William HH Stowell
- 佛蒙特州最高法院大法官约翰·汤普森 [17]
- 艾伦•沃德纳 （ Allen Wardner） ， 著名的银行家和商人，曾任佛蒙特州财务主管 。 他是威廉·埃瓦兹 （ William M. Evarts ）的岳父和麦克斯韦 ·埃瓦兹 （ Maxwell Evarts）的祖父。 [18]
- 美国国会议员兼秘书长亨利·沃什伯恩 （ Henry D. Washburn）

## 延伸阅读
- AJ Coolidge和JB Mansfield， 《新英格兰的历史与描述》 ，马萨诸塞州波士顿，1859年 （页面存档备份，存于）
- 海沃德1839年的新英格兰地名词典 （页面存档备份，存于）
- 英美工具制造商。 Joseph Wickham Roe ，1916年由耶鲁大学出版社出版，1987年由Lindsay Publications Inc.，布拉德利IL 60915。 ISBN 0-917914-73-2 书号   0-917914-73-2纸